# Paweł Sobolewski
Paweł Sobolewski (Ełk, 20 giugno 1979) è un allenatore di calcio ed ex calciatore polacco, di ruolo centrocampista, tecnico del Warmia Grajewo.

## Caratteristiche tecniche
È un calciatore ambidestro.

## Carriera
È entrato a far parte del Korona Kielce durante la stagione 2006-2007.